# Répcelak
Répcelak là một thành phố thuộc hạt Vas, Hungary. Thành phố này có diện tích 13,82 km², dân số năm 2010 là 2396 người, mật độ 173 người/km².